# Suối Nam
Suối Nam là một con suối đổ ra Sông Đắk Lua. Suối có chiều dài 11 km và diện tích lưu vực là 45 km². Suối Nam chảy qua các tỉnh Đồng Nai, Bình Phước.